# 慕尔堂
31°14′07″N 121°28′17″E / 31.23529°N 121.47135°E
沐恩堂（英语：Moore Memorial Church），又名沐恩堂，是位于中国上海市市中心的一座新教教堂。由美南监理会于清同治十三年（1874年）创建，后来加入卫理公会。1958年实行联合礼拜后改名沐恩堂。慕尔堂位于上海的闹市中心——黄浦区西藏中路316号（汉口路西口），正面向西，正对着上海跑马厅——今上海人民广场。

## 历史

### 清末
沐恩堂前身爲“三一堂”，始建于清同治十三年（1874年），由美國監理會傳教士藍柏在上海法租界鄭家木橋（今福建中路延安東路附近）建造。光緒十三年（1887年），傳教士李德（英语：C. F. Reid）另在今雲南中路漢口路建造“監理會堂”。光緒十六年（1890年），改名“慕爾堂”，以紀念美國堪薩斯州捐款人慕爾（英语：J. M. Moore）去世的女兒。

### 民国
1917年后，慕尔堂几乎成为社交会堂。1920年代中叶，慕尔堂教友已有1200余人，活动很是频繁，原有堂址明显不敷使用，遂有另建新堂的动议。由此，慕尔堂信徒与各方合作，组成建堂委员会，筹划建造新堂。
1926年，建堂委募得50000元巨款。后在等待施工时，恰逢香港有投资商来沪，欲在南京路几家大公司附近建大旅馆，他们一眼相中的地方，是坐落在今西藏中路汉口路、当时的中西女塾原址所在地，因其时中西女塾已迁至江苏路并易名中西女中，且当时为建课堂及大礼堂，亟需大宗经费，于是与香港投资商商议。此时慕尔堂也得以参与进来。最后经三方议定，将慕尔堂旧址让给香港投资商建旅馆，将中西女塾旧址给慕尔堂建新堂；同时还商定了与香港投资商的租地期限等协议。
1929年，监理会将汉口路云南路口的原址卖给人开扬子饭店；而在西侧西藏路口的中西女塾（已经迁往西区忆定盘路）原址上动工兴建新堂，由匈牙利籍建筑师邬达克设计，建筑面积3138.5平方米，于1931年落成。教堂两边回廊上有楼，供唱诗班用。大堂仿哥特式，内顶部及四周门窗皆呈尖拱形，中部为大礼堂，可容上千人(正厅506人，楼座380人，唱诗班60人)。大堂的方形柱子和楼座的栏杆都用假石饰面，堂顶为水泥尖拱顶，玻璃窗以黄色为主，映照出教堂的神圣氛围。大堂朝西，经门厅入礼堂。门厅上层是一间小礼堂，为木结构尖拱屋顶。堂的西北、西南、东南三面均为4层楼建筑，用作牧师办公室、幼儿园、中小学教室、宿舍等。
1936年，鍾樓頂上豎起一座5米高的旋轉霓虹燈十字架。
慕尔堂早期主任牧師多是美國人，传教士安迪生从民国10年到1950年，整整30年任慕尔堂社交部主任，总管一切。民国11年开始，先后有中国人史友兰、竺规身、江长川、谢颂三为主任牧师。

##### 抗戰時期
1941年12月太平洋戰争爆發後，慕爾堂被日軍占領，作養馬場之用，到1945年9月抗日戰争勝利後收回，座椅大多被破壞。

### 现代
1958年，慕爾堂成爲黃浦區聯合禮拜場所，改名“沐恩堂”，意爲“沐浴于主恩之中”。
文革時期，該堂被迫關閉，宗教活動停止。1979年9月2日，沐恩堂恢複禮拜，是上海恢複宗教活動較早的基督教堂。
1989年9月25日，上海市人民政府公佈沐恩堂为上海市文物保护单位优秀近代建筑。1993年，沐恩堂列为第一批上海市优秀历史建筑和上海市文物保护单位。
上海市基督教三自爱国运动委员会和上海市基督教教务委员会会址设于沐恩堂内。

## 建筑结构
沐恩堂现存建筑主体属于新哥特式风格，于1931年建成。教堂为砖木结构，有宽大的门厅，中部是教堂的主体部分，总共能容纳1000人，其中正厅560人，楼座380人，唱诗班处60人；大堂的长方形柱子和楼座的栏杆以及讲经台都用斩假石饰面，室内露出水泥幔尖拱顶。大堂西南角有塔楼地座。塔楼顶部安装着五米高的霓虹灯十字架。